# Синяк (Закарпатская область)
Синяк (укр. Синяк) — село в Чинадиевской поселковой общине Мукачевского района Закарпатской области Украины.

## География
К северу от села находится Синее озеро.

## Население
Население по переписи 2001 года составляло 200 человек. Почтовый индекс — 89642. Телефонный код — 3131. Занимает площадь 1,840 км². Код КОАТУУ — 2122755502.